# Think Later
Think Later es el segundo álbum de estudio de la cantante canadiense Tate McRae, lanzado el 8 de diciembre de 2023 a través de RCA Records. Fue precedido por el lanzamiento de dos sencillos: «Greedy» el 15 de septiembre de 2023 y «Exes» el 17 de noviembre de 2023. McRae se embarcará en una gira por Europa, Norteamérica y Oceanía a lo largo de 2024 en apoyo del álbum. El álbum alcanzó el top 10 en Australia, Bélgica, Canadá, Dinamarca, Estados Unidos, Irlanda, Noruega, Nueva Zelanda, Países Bajos, Reino Unido, Suecia y Suiza.

## Antecedentes
McRae calificó la experiencia de escribir el álbum como «una de las cosas más estresantes, emocionantes, desesperantes y divertidas por las que [ha] pasado», mencionando que vivió el año pasado «un poco menos con [su] cabeza y un poco más con [su] intuición» y esperó que los oyentes puedan «sentir eso a través de la música». Un comunicado de prensa expresó que explora «los sentimientos muy identificables de enamorarse y abrazar las emociones crudas que experimentas como resultado de liderar con tu intuición y tu corazón».

## Promoción
El sencillo principal, «Greedy», se lanzó el 15 de septiembre de 2023, convirtiéndose más tarde en la primera canción de McRae en alcanzar el top 10 de la lista estadounidense Billboard Hot 100. Con el anuncio del álbum el 6 de noviembre de 2023, McRae detalló la gira mundial de 53 fechas en apoyo del álbum, que visitará Europa, Norteamérica y Oceanía de abril a noviembre de 2024. El 26 de octubre, McRae interpretó «Greedy» por primera vez en televisión en Jimmy Kimmel Live!. El segundo sencillo, «Exes», fue lanzado el 17 de noviembre. El 18 de noviembre, interpretó «Greedy» y la pista «Grave» en Saturday Night Live. El 19 de noviembre, interpretó «Greedy» en los Billboard Music Awards. El 12 de diciembre, interpretó «Greedy» y «Exes» en Today e interpretó «Exes» en The Tonight Show Starring Jimmy Fallon.

## Recepción crítica
Think Later recibió una puntuación de 70 sobre 100 en el agregador de reseñas Metacritic según las reseñas de 10 críticos, lo que indica una recepción «generalmente favorable». Neil McCormick, de The Telegraph, mencionó que su «mezcla de ritmos trap y baladas sintetizadas es perfectamente del momento, y carece de la audacia de un talento verdaderamente original. Sin embargo, hay algo atractivo en las dulces melodías y la actitud amarga de una cantante que suena como que realmente podría estar empezando a divertirse». Sophie Williams de NME opinó que el álbum es «algo notable por sus evoluciones en la entrega y actitud de McRae», ya que «continúa posicionándola [a ella] como una perspectiva mucho más versátil».
Michael Cragg de The Observer escribió que el álbum «se siente como el vehículo perfecto para la ubicuidad general» ya que «canciones como 'Exes' y la estremecedora pista principal continúan por la ruta pop-R&B de 'Greedy', un bolsillo melódico que se adapta a la rápida entrega de McRae». Otis Robinson de DIY consideró que el álbum «no se acerca a reinventar la rueda (o el pop), pero sí se empapa de un maximalismo pop lleno de combustible, energía y modernidad». Robin Murray de Clash consideró que es como si «al utilizar la colaboración hubiera aprendido a descubrir su propia voz, escuchando la de otras personas. Think Later, una demostración sucinta de 14 pistas de sus habilidades palpables, presenta a Tate McRae en su totalidad en 360 grados».
Alexis Petridis de The Guardian escribió que «la letra se queda con los [...] malos novios, la angustia de los portazos y el drama grupal de amistad» y destacó «Greedy», «Stay Done» y «Hurt My Feelings», pero comentó que están «rodeados de un exceso de canciones que, aunque bien hechas, presentan melodías que siempre van hacia donde esperarías, o se esfuerzan demasiado». Petridis concluyó que McRae está «montando muchas cajas actualmente populares sin escapar de ellas». Ed Power del Irish Examiner calificó a Think Later como «un álbum sólido. Sin embargo, es fácil imaginar una producción más atrevida que saque a relucir la oscuridad que se agita bajo pistas como 'Cut My Hair' y 'Greedy'». Arwa Haider del Financial Times consideró que «en algunos momentos, parece como si estuviera probando diferentes partes para determinar el tamaño (tentadora; amante herida; enemiga), pero no hay duda de la versatilidad de McRae, y ella siempre es una intérprete atractiva».
Jaeden Pinder de Pitchfork describió el álbum como «lleno de baladas trap pop homogéneas dedicadas a la introspección unidimensional» y comentó que «se siente anónimo: atrapada en romantizar lo negativo en un intento de demostrar su seriedad como cantante. La música es más fuerte cuando tira las baladas a la basura».

## Lista de canciones
| Think Later |                      |                                                   |                            |          |  |
| N.º         | Título               | Escritor(es)                                      | Productor(es)              | Duración |  |
| 1.          | «Cut My Hair»        | Tate McRae Amy Allen Ryan Tedder Jasper Harris    | Harris Tedder              | 2:55     |  |
| 2.          | «Greedy»             | McRae Allen Harris Tedder                         | Grant Boutin Harris Tedder | 2:12     |  |
| 3.          | «Run for the Hills»  | McRae Allen Boutin Harris Tedder                  | Harris Tedder              | 2:23     |  |
| 4.          | «Hurt My Feelings»   | McRae Allen Boutin Harris Tedder                  | Boutin Harris Tedder       | 2:02     |  |
| 5.          | «Grave»              | McRae Brittany Amaradio Ido Zmishlany             | Luka Kloser Myles Avery    | 3:14     |  |
| 6.          | «Stay Done»          | McRae Allen Tedder                                | Andrew DeRoberts Tedder    | 2:51     |  |
| 7.          | «Exes»               | McRae Tedder Tyler Spry                           | Spry Tedder                | 2:39     |  |
| 8.          | «We're Not Alike»    | McRae Amaradio Rob Bisel                          | Bisel                      | 3:00     |  |
| 9.          | «Calgary»            | McRae Zmishlany                                   | Thomas LaRosa Zmishlany    | 2:20     |  |
| 10.         | «Messier»            | McRae LaRosa Skyler Stonestreet                   | LaRosa                     | 3:57     |  |
| 11.         | «Think Later»        | McRae Allen Harris Tedder                         | Boutin Harris Tedder       | 2:13     |  |
| 12.         | «Guilty Conscience»  | McRae Allen Ilya Salmanzadeh Savan Kotecha Tedder | Ilya Tedder                | 2:32     |  |
| 13.         | «Want That Too»      | McRae Allen Harris Spry Tedder                    | Harris Tedder              | 3:10     |  |
| 14.         | «Plastic Palm Trees» | McRae Greg Kurstin Sarah Aarons                   | Kurstin                    | 2:52     |  |
| 38:16       |                      |                                                   |                            |          |  |

Notas
- En ediciones físicas, las pistas «Grave» y «Stay Done» se cambian a las pistas 6 y 5 respectivamente.
- Todos los títulos de las pistas están estilizadas en minúsculas.

## Posicionamiento en listas
| Listas (2023–2024)                  | Mejor posición |
| ----------------------------------- | -------------- |
| Alemania (Offizielle Top 100)       | 33             |
| Australia (ARIA)                    | 2              |
| Austria (Ö3 Austria)                | 13             |
| Bélgica (Ultratop Flandes)          | 5              |
| Bélgica (Ultratop Valonia)          | 44             |
| Canadá (Billboard Canadian Albums)  | 3              |
| Dinamarca (Hitlisten)               | 10             |
| Escocia (OCC)                       | 52             |
| España (PROMUSICAE)                 | 21             |
| Estados Unidos (Billboard 200)      | 4              |
| Finlandia (Suomen virallinen lista) | 12             |
| Francia (SNEP)                      | 41             |
| Hungría (MAHASZ)                    | 20             |
| Irlanda (OCC)                       | 6              |
| Islandia (Plötutíðindi)             | 33             |
| Italia (FIMI)                       | 51             |
| Lituania (AGATA)                    | 53             |
| Nueva Zelanda (RMNZ)                | 4              |
| Noruega (VG-lista)                  | 3              |
| Países Bajos (Album Top 100)        | 6              |
| Polonia (ZPAV)                      | 27             |
| Reino Unido (OCC)                   | 11             |
| Suecia (Sverigetopplistan)          | 4              |
| Suiza (Schweizer Hitparade)         | 8              |